# Московская газета
«Моско́вская газе́та» — газета в Москве, основанная в 1866 году. 
С 2016 года «Московская газета» издается в Интернете, как ежедневное общественно-политическое сетевое издание. 
Учредитель и главный редактор сетевого издания «Московская газета» — Валерий Валерьевич Ивановский.

## История
Политическая и учёно-литературная газета выходила в Москве в 1866—1867, сначала 3 раза в месяц, с 1867 — 3 раза в неделю.
Издавал и редактировал газету русский краевед и учёный-статистик Н. П. Бочаров.
Газета придерживалась консервативного направления, ратовала за «создание в обществе сознания гражданских, религиозных и нравственных обязанностей», выступала против идеи революции. Печатались статьи о городском хозяйстве, земских делах, судебный указатель, театральная и музыкальная хроника, иногородняя корреспонденция, промышленно-торговая хроника, ценники и т. п.
В литературном отделе публиковались сентиментальные повести, бесцветные стихи. Иногда, отдавая дань духу времени, газета помещала очерки, обличавшие взяточничество и служебные злоупотребления чиновников, повести из народной жизни.
В «Московской газете» принимали участие А. М. Дмитриев, С. Д. Дриянский, А. Н. Плещеев, А. И. Левитов и другие.
С 2016 года сетевое издание «Московская газета» в Интернете. Учредителем и главным редактором «Московской газеты» является Валерий Валерьевич Ивановский. Ежедневно на страницах СМИ публикуются новости, аналитика, интервью с федеральными и региональными экспертами в области политики, экономики, культуры, спорта, экологии, освещаются актуальные общественно важные и резонансные события в России и в мире.

Сетевое издание «Московская газета» — одно из восьми СМИ, входящих в объединенную редакцию сетевых изданий Московская медиагруппа.